# David Marrero
David Marrero Santana (Las Palmas, 10 aprile 1980) è un tennista spagnolo.

## Biografia
Si è distinto specialmente nel doppio, specialità nella quale ha conquistato quattordici tornei dell'ATP World Tour tra cui le ATP Finals 2013 con Fernando Verdasco, conditi da altre sedici finali raggiunte, e ottenendo la 5ª posizione del ranking nel novembre 2013. In singolare ha raccolto successi solamente in tornei minori con sette vittorie in tornei Futures e una in quelli Challenger.
Pur avendo annunciato il suo ritiro al Barcelona Open Banc Sabadell del 2022 rimane attivo nei circuiti Challenger e ITF e nell'ottobre 2024 torna a vincere un titolo dopo cinque anni, conquistando un torneo ITF in Spagna insieme al connazionale Sergi Fita Juan, 27 anni più giovane di lui.

## Statistiche

### Doppio

#### Vittorie (14)
| Legenda                        |
| Grande Slam (0)                |
| ATP World Tour Finals (1)      |
| ATP World Tour Master 1000 (1) |
| ATP World Tour 500 Series (5)  |
| ATP World Tour 250 Series (7)  |

| Numero | Data              | Torneo                                 | Superficie  | Compagno          | Avversari in finale                            | Punteggio           |
| 1.     | 9 maggio 2010     | Estoril Open, Estoril                  | Terra rossa | Marc López        | Pablo Cuevas Marcel Granollers                 | 6(1)–7, 6-4, [10-4] |
| 2.     | 25 luglio 2010    | International German Open, Amburgo (1) | Terra rossa | Marc López        | Jérémy Chardy Paul-Henri Mathieu               | 6–3, 2–6, [10–8]    |
| 3.     | 26 febbraio 2012  | Copa Claro, Buenos Aires               | Terra rossa | Fernando Verdasco | Michal Mertiňák André Sá                       | 6–4, 6-4            |
| 4.     | 3 marzo 2012      | Abierto Mexicano Telcel, Acapulco (1)  | Terra rossa | Fernando Verdasco | Marcel Granollers Marc López                   | 6-3, 6-4            |
| 5.     | 15 luglio 2012    | Croatia Open Umag, Umago (1)           | Terra rossa | Fernando Verdasco | Marcel Granollers Marc López                   | 6-3, 7–6(4)         |
| 6.     | 22 luglio 2012    | International German Open, Amburgo (2) | Terra rossa | Fernando Verdasco | Rogério Dutra da Silva Daniel Muñoz de la Nava | 6-4, 6-3            |
| 7.     | 2 marzo 2013      | Abierto Mexicano Telcel, Acapulco (2)  | Terra rossa | Łukasz Kubot      | Fabio Fognini Simone Bolelli                   | 6-3, 6-4            |
| 8.     | 27 luglio 2013    | Croatia Open Umag, Umago (2)           | Terra rossa | Martin Kližan     | Nicholas Monroe Simon Stadler                  | 6-1, 5-7, [10-7]    |
| 9.     | 22 settembre 2013 | St. Petersburg Open, San Pietroburgo   | Cemento (i) | Fernando Verdasco | Dominic Inglot Denis Istomin                   | 7–6(6), 6-3         |
| 10.    | 11 novembre 2013  | ATP World Tour Finals, Londra          | Cemento (i) | Fernando Verdasco | Bob Bryan Mike Bryan                           | 7-5, 6(3)–7, [10-7] |
| 11.    | 17 maggio 2015    | Internazionali d'Italia, Roma          | Terra rossa | Pablo Cuevas      | Marcel Granollers Marc López                   | 6–4, 7–5            |
| 12.    | 17 luglio 2016    | Swedish Open, Båstad                   | Terra rossa | Marcel Granollers | Marcus Daniell Marcelo Demoliner               | 6-2, 6-3            |
| 13.    | 23 luglio 2016    | Croatia Open Umag, Umago (3)           | Terra rossa | Martin Kližan     | Nikola Mektić Antonio Šančić                   | 6-4, 6-2            |
| 14.    | 24 febbraio 2018  | Rio Open, Rio de Janeiro               | Terra rossa | Fernando Verdasco | Nikola Mektić Alexander Peya                   | 5-7, 7-5, [10-8]    |

#### Finali perse (16)
| Legenda                        |
| Grande Slam (0)                |
| ATP World Tour Finals (0)      |
| ATP World Tour Master 1000 (1) |
| ATP World Tour 500 Series (3)  |
| ATP World Tour 250 Series (12) |

| Numero | Data              | Torneo                                       | Superficie  | Compagno            | Avversari in finale                    | Punteggio              |
| 1.     | 1º maggio 2011    | Estoril Open, Estoril (1)                    | Terra rossa | Marc López          | Eric Butorac Jean-Julien Rojer         | 3-6, 4-6               |
| 2.     | 21 maggio 2011    | Open de Nice Côte d'Azur, Nizza              | Terra rossa | Santiago González   | Eric Butorac Jean-Julien Rojer         | 3-6, 4-6               |
| 3.     | 25 settembre 2011 | BRD Năstase Țiriac Trophy, Bucarest          | Terra rossa | Julian Knowle       | Potito Starace Daniele Bracciali       | 6-3, 4-6, [8-10]       |
| 4.     | 23 ottobre 2011   | Kremlin Cup, Mosca                           | Cemento (i) | Carlos Berlocq      | František Čermák Filip Polášek         | 3-6, 1-6               |
| 5.     | 6 maggio 2012     | Estoril Open, Estoril (2)                    | Terra rossa | Julian Knowle       | Aisam-ul-Haq Qureshi Jean-Julien Rojer | 5-7, 5-7               |
| 6.     | 28 ottobre 2012   | Valencia Open 500, Valencia                  | Cemento (i) | Fernando Verdasco   | Alexander Peya Bruno Soares            | 3-6, 2-6               |
| 7.     | 13 ottobre 2013   | Shanghai Rolex Masters, Shanghai             | Cemento     | Fernando Verdasco   | Ivan Dodig Marcelo Melo                | 6(2)–7, 7–6(6), [2-10] |
| 8.     | 23 febbraio 2014  | Rio Open, Rio de Janeiro (1)                 | Terra rossa | Marcelo Melo        | Juan Sebastián Cabal Robert Farah      | 4-6, 2-6               |
| 9.     | 12 aprile 2014    | U.S. Men's Clay Court Championships, Houston | Terra rossa | Fernando Verdasco   | Bob Bryan Mike Bryan                   | 6-4, 4-6, [9-11]       |
| 10.    | 4 maggio 2014     | Estoril Open, Estoril (3)                    | Terra rossa | Pablo Cuevas        | Santiago González Scott Lipsky         | 3-6, 6-3, [8-10]       |
| 11.    | 3 maggio 2015     | Millennium Estoril Open, Cascais (4)         | Terra rossa | Marc López          | Treat Conrad Huey Scott Lipsky         | 1-6, 4-6               |
| 12.    | 27 giugno 2015    | Nottingham Open, Nottingham                  | Erba        | Pablo Cuevas        | Chris Guccione André Sá                | 2-6, 5-7               |
| 13.    | 21 febbraio 2016  | Rio Open, Rio de Janeiro (2)                 | Terra rossa | Pablo Carreño Busta | Juan Sebastián Cabal Robert Farah      | 6(5)–7, 1-6            |
| 14.    | 27 febbraio 2016  | Brasil Open, San Paolo                       | Terra rossa | Pablo Carreño Busta | Julio Peralta Horacio Zeballos         | 6-4, 1-6, [5-10]       |
| 15.    | 19 febbraio 2017  | Argentina Open, Buenos Aires                 | Terra rossa | Santiago González   | Juan Sebastián Cabal Robert Farah      | 1-6, 4-6               |
| 16.    | 7 maggio 2017     | Millennium Estoril Open, Cascais (5)         | Terra rossa | Tommy Robredo       | Ryan Harrison Michael Venus            | 5-7, 2-6               |